# Túpolev Tu-125
El Túpolev Tu-125 fue un proyecto no realizado para desarrollar un nuevo bombardero supersónico de largo alcance para la Fuerza Aérea Soviética. El desarrollo comenzó en 1958 para reemplazar al más nuevo Tu-22. La designación "Tu-125" era una designación interna utilizada por la oficina de diseño de Túpolev. Dado que el avión nunca se construyó, nunca recibió una designación militar.

## Diseño y desarrollo
Se eligió un diseño de canard para el avión, con una planta en delta para el ala y el estabilizador. Dos turborreactores (Kuznetsov NK-6 o NK-10 (230-240 kN)) se instalarían en góndolas situadas bajo las alas. También se consideró una versión de cuatro turborreactores, propulsada por Tumansky R-15B-300 en dos góndolas. El fuselaje y las alas se fabricarían de aleaciones de titanio y aluminio.
En septiembre de 1962, la Fuerza Aérea Soviética rechazó el proyecto y este fue detenido. No se construyó ningún avión.

## Especificaciones (motores Tumansky, estimadas)

### Características generales
- Longitud: 41,4 m (135,8 ft)
- Envergadura: 22,2 m (72,8 ft)
- Altura: 9,6 m (31,3 ft)
- Superficie alar: 226 m² (2432,7 ft²)
- Peso cargado: 110 000 kg (242 440 lb)
- Planta motriz: 4× turborreactor Tumansky R-15B-300.
  - Empuje normal: 110 kN (11 217 kgf; 24 729 lbf) de empuje cada uno.

### Rendimiento
- Velocidad máxima operativa (Vno): 3500 km/h (2175 MPH; 1890 kt)
- Alcance: 7000 km (3780 nmi; 4350 mi)
- Techo de vuelo: 25 000 m (82 021 ft)
- Carga alar: 487 kg/m² (99,7 lb/ft²)
- Empuje/peso: 0,4076

### Armamento
- Misiles: 

  - 1x Raduga Kh-22 (nuclear)

## Aeronaves relacionadas

### Aeronaves similares
- XB-70 Valkyrie
- Sukhoi T-4

### Secuencias de designación
- Secuencia Tu-_ (interna de Túpolev): ← Tu-121C - Tu-123 - Tu-124 - Tu-125 - Tu-126 - Tu-127 - Tu-130 →